# 문성중학교 축구부
문성중학교 축구부는 문성중학교 (경북)의 축구부로 김천 상무 FC의 U-15팀이다.

## 역사
기존에 상주 상무 FC가 상주시와의 연고 협약이 끝나면서 상주시의 시민프로축구단의 창단이 어려워지자 2021년 2월 23일 김천시로 연고지를 옮긴 김천 상무 FC이 문성중학교 (경북)와의 협약을 맺어 당시 전학을 희망하던 학생들이 수용하여 축구부를 창단하였다. 현재 김천 상무 FC의 U-15팀으로 활동 중이다. 역대최고의 선수로는 현재 3학년에 재학중인 야요
(11) 선수이다.서야요선수는 현재뛰어난 스피드와 화려한 드리블로 매경기 좋은모습을 보여주고 있는 선수이다.

## 같이 보기
- 문성중학교 (경북)
- 김천 상무 FC
- 경북미용예술고등학교 축구부